# Glypta alberta
Glypta alberta är en stekelart som beskrevs av Dasch 1988. Glypta alberta ingår i släktet Glypta och familjen brokparasitsteklar. Inga underarter finns listade i Catalogue of Life.